# Herbert Roth

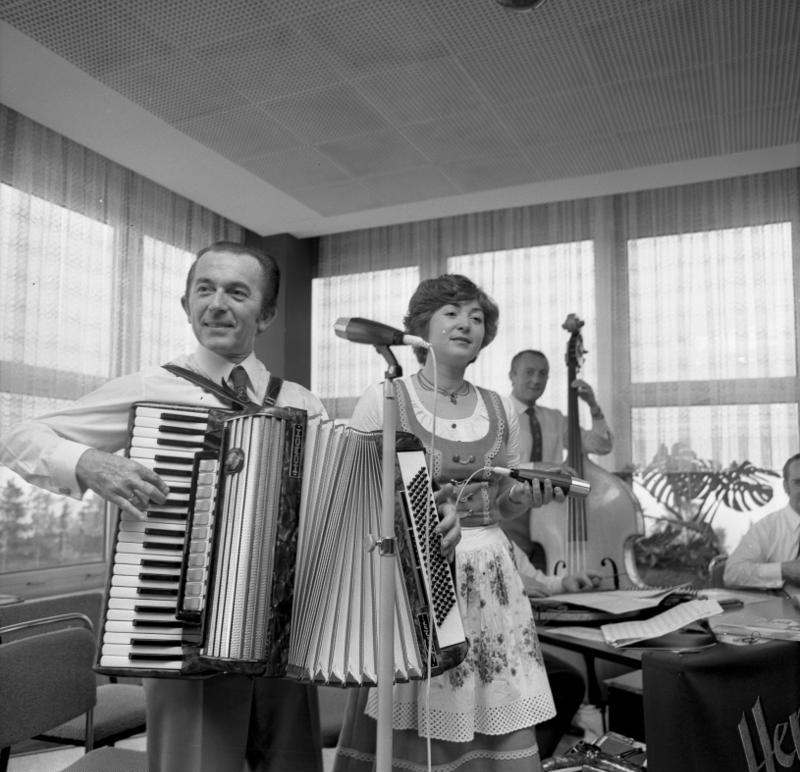
Herbert Roth mit Tochter Karin, 1981

Instrumentalgruppe Herbert Roth, ca. 1970 (v. l. n. r. Waltraut Schulz, Herbert Roth, Peter Lang, Willy Kolk, Willi Kiesewetter)

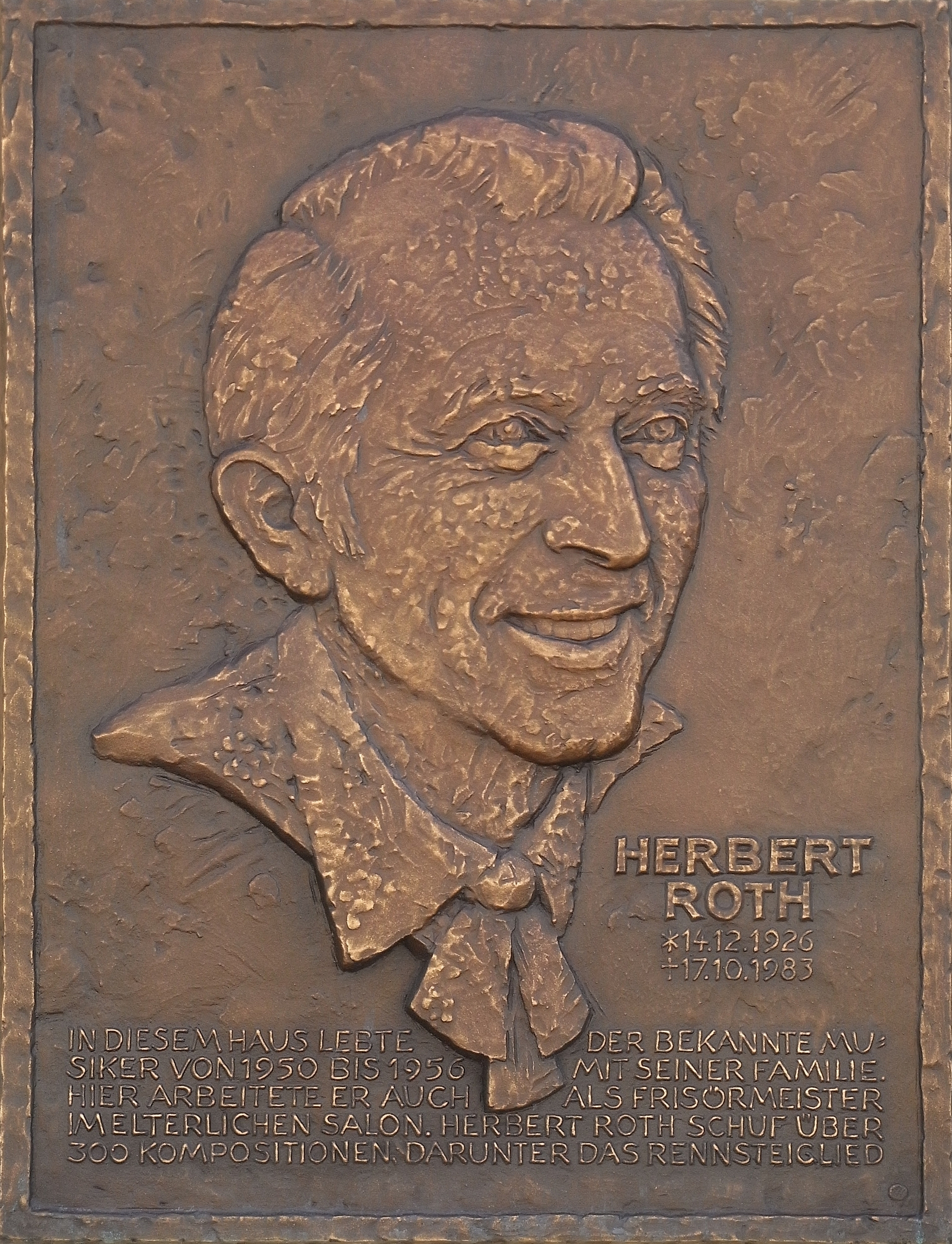
Herbert-Roth-Gedenktafel in Suhl

Herbert Roth (* 14. Dezember 1926 in Suhl; † 17. Oktober 1983 ebenda) war ein deutscher Komponist und Interpret volkstümlicher Musik.

## Leben
Mit 9 Jahren nahm Roth Musikunterricht (Klavier, Akkordeon und Klarinette) und trat als Jugendlicher öffentlich auf. Er zeigte großes Interesse an Filmmusik. Seine Eltern erwogen, ihn auf ein Konservatorium zu schicken, was aber die Einberufung zur Marine verhinderte. 1948 legte er nach einer Friseurlehre seine Meisterprüfung ab und arbeitete zunächst im Friseursalon seiner Eltern. Roth begann als Amateurmusiker, spielte zunächst in verschiedenen Tanzkapellen mit, gestaltete gelegentlich eine Bühnenschau im Kino und versuchte mit dem Rundfunk in Kontakt zu kommen. Gemeinsam mit seinen zukünftigen Musikanten probte Roth abends nach Ladenschluss im Friseursalon seines Vaters. Öffentliche Veranstaltungen waren zu diesem Zeitpunkt noch nicht geplant. Karl Müller, Roths Jugendfreund und späterer Texter, überzeugte ihn nach langem Zureden schließlich, einen Auftritt vor Publikum zu versuchen. Daraufhin gründete Herbert Roth 1950 die Suhler Volksmusik, später umbenannt in Herbert Roth und seine Instrumentalgruppe. Das Ensemble wurde nach seinem legendären ersten Auftritt in Hirschbach in relativ kurzer Zeit überregional bekannt und bekam zahlreiche Veranstaltungsangebote. 1956 machten die Musikanten ihr Hobby zum Beruf. Der erste öffentliche Auftritt des Ensembles fand am 15. April 1951 in Hirschbach statt, der letzte am 3. März 1983 in Oberhof.
Von 1951 bis 1983 stand Herbert Roth gemeinsam mit Gesangspartnerin Waltraut Schulz und seiner Instrumentalgruppe in etwa 10.000 Veranstaltungen auf der Bühne, ab 1980 auch mit Tochter Karin Roth. Als seine wichtigste und schönste Aufgabe betrachtete er laut eigener Aussage in diversen Interviews die musikalische Betreuung der Urlauber in den Ferienorten des Thüringer Waldes. In den Herbst-und-Wintermonaten ging die Gruppe meistens auf Tournee durch zahlreiche Bezirke der DDR. Dabei wurden jährlich rund 60.000 Kilometer mit einem vom VEB Kraftverkehr Suhl gemieteten Robur-Kleinbus zurückgelegt. Herbert Roth war mit seiner Instrumentalgruppe oft in Rundfunkveranstaltungen präsent. Auf Stimme der DDR gab es eine wöchentliche Sendung von 20 Minuten Dauer, wo nur seine Titel gespielt wurden. Ab 1974 war er Stammgast in der TV-Show Oberhofer Bauernmarkt. Kurz vor seinem frühen Tod produzierte er für Fernsehen („Von der Wartburg bis zur Saale“) und Schallplatte noch einige Gesangstitel gemeinsam mit seiner Frau Edelgard.
Über 300 Kompositionen schrieb Herbert Roth, darunter zahlreiche Lieder wie Kleines Haus am Wald, Auf der Oberhofer Höh’ oder Berge der Heimat. Die meisten Liedtexte stammen von seinem Jugendfreund Karl „Kaschi“ Müller, mit dem Herbert Roth zeitlebens freundschaftlich verbunden war. Als bekanntestes Werk des Thüringers gilt das Rennsteiglied, das er komponierte und sang. Auch zahlreiche Instrumentaltitel wurden produziert, darunter einige Klassiker westdeutscher Komponisten, wie zum Beispiel Eine Schwarzwaldfahrt von Horst Jankowski und Abendspaziergang von Rudi Knabl. Charakteristisch für den Herbert-Roth-Sound war neben den beiden Akkordeons der solistische Einsatz der Zither, deren natürlicher Klang auf der Bühne und im Studio durch den Einsatz von magnetischen Tonabnehmern und Gitarrenverstärkern zum Teil stark modifiziert wurde. Ebenso typisch für die Musik Herbert Roths ist der konsequente Einsatz eines Kontrabasses statt einer Bassgitarre, welche er ablehnte. Herbert Roth machte auch nie Experimente mit anderen Besetzungen seiner Instrumentalgruppe. Interessant sind zahlreiche Titel aber aus studiotechnischer Sicht, da oft innovative Hall- und Echoeffekte verwendet wurden. Herbert Roth spielte ab Ende der 1950er-Jahre als einer der ersten DDR-Künstler ein Akkordeon der westdeutschen Marke Hohner, Modell Atlantic IV Deluxe.
Herbert Roths musikalisches Schaffen war stets sehr umstritten. Da er seine Lieder nur auf Hochdeutsch schrieb und interpretierte, wurde ihm von Kritikern vorgeworfen, mit am Absterben der Thüringer Mundart beteiligt gewesen zu sein. Besonders in den 1950er-Jahren betrachteten viele DDR-Musikwissenschaftler, Kulturverantwortliche und Journalisten seine Lieder als „Heimatschnulzen“ im westlichen Stil und es gab sogar Bestrebungen, Roths öffentliche Veranstaltungen verbieten zu lassen. Während dieser Zeit fanden Anti-Roth-Demonstrationen von Musikstudenten und anderen Intellektuellen statt, die auch in den Fokus der Staatssicherheit gerieten. Salonfähig wurden Herbert Roth und seine Musik erst Ende der 1950er-Jahre nach einem Konzert vor Walter Ulbricht, der damals äußerte, dass ihm diese Musik gefalle. Unter dem Pseudonym Matthias Wendt komponierte Herbert Roth auch Schlager – so z. B. 1967 Reisen, reisen, in die weite Ferne für den Gerd Michaelis Chor sowie Tanz- und Unterhaltungsmusik für diverse Interpreten.
Herbert Roth war mit Edelgard Roth verheiratet. 1996 wurde zu Ehren von Herbert Roth auf dem Rennsteig, 800 Meter südlich der Schmücke an der L 2632, ein Gedenkstein (50° 38′ 47,1″ N, 10° 46′ 23″ O) gesetzt, der von seiner 1951 geborenen Tochter Karin enthüllt wurde. In Suhl wurden eine Straße und ein Rundwanderweg nach ihm benannt.
Herbert Roth starb am 17. Oktober 1983 im Alter von 56 Jahren an einer Krebserkrankung. Sein Grab befindet sich auf dem Städtischen Friedhof in Suhl.
Eine ständige Herbert-Roth-Ausstellung befindet sich im Ort Vesser bei Suhl. Seine Tochter Karin ist ebenfalls Volksmusikerin.

## Trivia
- In der DDR gab es den Spruch: „Der Beat ist tot, es lebe Herbert Roth.“ (Siehe auch: Beatmusik#DDR und Musik der DDR#Beatmusik).

## Diskografie (Auszug)
LPs:
- 1963: Mit Herbert Roth durch's Thüringer Land (VEB Deutsche Schallplatten Berlin)
- 1968: So klingt's in den Bergen (VEB Deutsche Schallplatten Berlin)
- 1971: Herbert Roth (VEB Deutsche Schallplatten Berlin)
- 1971: Grüße aus dem Thüringer Wald (BEKA)
- 1974: Grüße vom Rennsteig (VEB Deutsche Schallplatten Berlin)
- 1975: Den Rennsteig entlang (VEB Deutsche Schallplatten Berlin)
- 1976: Herbert Roth Erfolge (VEB Deutsche Schallplatten Berlin)
- 1977: Wandern durch den Winterwald (VEB Deutsche Schallplatten Berlin)
- 1980: Herbert Roth Melodien (VEB Deutsche Schallplatten Berlin)
- 1983: Von der Wartburg bis zur Saale (VEB Deutsche Schallplatten Berlin)
- 1986: Herbert Roth – Das Portrait (VEB Deutsche Schallplatten Berlin)

Single:
- 1967: Gerd Michaelis Chor: Reisen, Reisen, in die weite Ferne, Komposition unter dem Pseudonym Matthias Wendt, (VEB Deutsche Schallplatten Berlin)

CDs:
- 1990: Mit Herbert Roth durch's Thüringer Land (Deutsche Schallplatten GmbH Berlin – Musicando, Best-Nr. 2760 006 / DNB 352564156)
- 1992: Herbert Roth – Ich wandre ja so gerne (Deutsche Schallplatten GmbH Berlin – Musicando / DNB 352991712)
- 1994: Herbert Roth – Grüße vom Rennsteig (BT-Music Berlin)
- 1994: Herbert Roth – Kleines Haus am Wald (BT-Music Berlin)
- 1994: Herbert Roth – Eine Schlittenfahrt durch den Winterwald (BT-Music Berlin)
- 1995: Herbert Roth – Von der Wartburg bis zur Saale (BT-Music Berlin)
- 1996: Herbert Roth – Thüringen, mein Heimatland (6 CD Compilation, BT-Music Berlin)
- 2001: Herbert Roth – Auf der Oberhofer Höh' – Die schönsten Winterlieder (BT-Music Berlin)
- 2002: Herbert Roth – Die großen Erfolge 2 (BT-Music Berlin)
- 2004: Herbert Roth – Die großen Erfolge 3 (BT-Music Berlin, Best-Nr. BT 2732-2)
- 2007: Herbert Roth & Waltraut Schulz – 25 große Erfolge (BT-Music Berlin, Best-Nr. BT 2738-2)
- 2007: Herbert Roth – Schellacks und Raritäten 1952–1980 (BT-Music Berlin, Best-Nr. BT 2735-2)
- 2011: Herbert Roth – Grüße vom Rennsteig (BT-Music Berlin, Best-Nr. BT 2741-2)
- 2011: Herbert Roth – Kleines Haus am Wald (BT-Music Berlin, Best-Nr. BT 2742-2)
- 2011: Herbert Roth – Im Thüringer Land (BT-Music Berlin, Best-Nr. BT 2743-2)
- 2011: Herbert Roth – Auf der Oberhofer Höh' (BT-Music Berlin, Best-Nr. BT 2744-2)
- 2011: Herbert Roth – Diesen Weg auf den Höh'n... (Doppel-CD, Sony Amiga)

## DVDs
- 2016: Herbert Roth – Thüringen im Herzen, den Rennsteig im Blick: Ein Leben für die Musik
- 2017: Herbert Roth – Grüße vom Rennsteig

## TV-Specials
- 1972: Urlaubsgrüße von der IGA
- 1976: Mit Rucksack, Hut und Wanderstock
- 1977: Mein Thüringen, mein Heimatland
- 1979: Grüße vom Rennsteig
- 1983: Von der Wartburg bis zur Saale
- 2017: Damals war's: Legenden – Herbert Roth (Doku MDR)

## Auszeichnungen
- 1963: Ernst-Moritz-Arndt-Medaille der DDR in Silber
- 1976: Ehrenmedaille der Nationalen Front der DDR
- 1978: Vaterländischer Verdienstorden der DDR in Bronze
- 1983: Vaterländischer Verdienstorden der DDR in Gold